# Ballon d'Or 2003

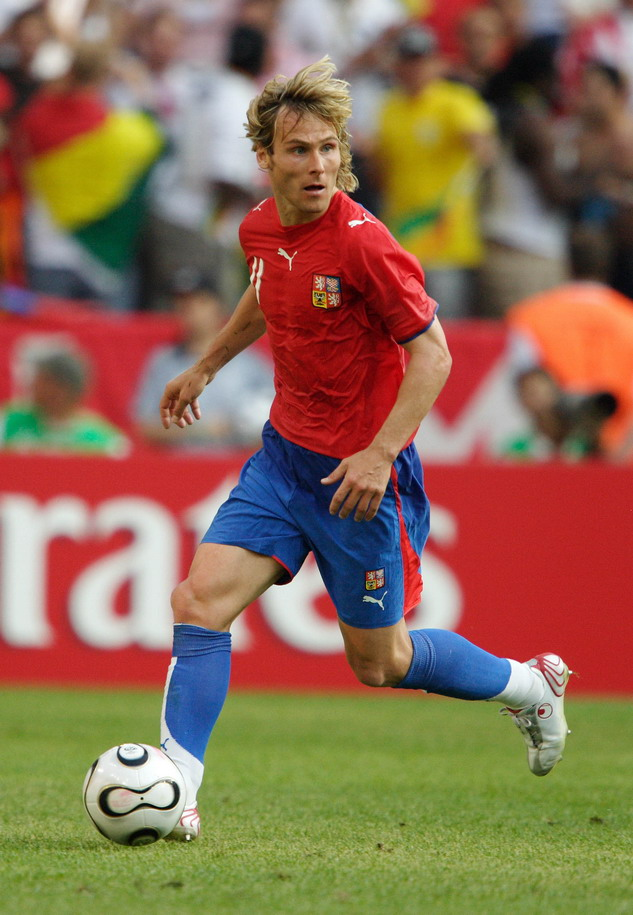
Pavel Nedvěd

De Ballon d'Or 2003 was de 48e editie van de voetbalprijs georganiseerd door het Franse tijdschrift France Football. De prijs werd gewonnen door de Tsjech Pavel Nedvěd (Juventus).
De jury was samengesteld uit 52 journalisten die aangesloten waren bij de volgende verenigingen van de UEFA: Albanië, Andorra, Armenië, Azerbeidzjan, Duitsland, Oostenrijk, België, Bulgarije, Wit-Rusland, Bosnië en Herzegovina, Cyprus, Kroatië, Kazachstan Slovenië, Slowakije, Estland, Denemarken, Spanje, Finland, Frankrijk, Wales, Georgië, Griekenland, Hongarije, Engeland, Ierland, Noord-Ierland, Faeröer-eilanden, IJsland, Israël, Italië, Letland, Litouwen, Liechtenstein, Luxemburg, Macedonië, Malta, Moldavië, Nederland, Noorwegen, Polen, Portugal, Roemenië, Rusland, San Marino, Schotland, Tsjechië, Zweden, Zwitserland, Oekraïne, Turkije en Joegoslavië.
De resultaten van de stemming werden gepubliceerd in editie 3011 van France Football op 23 december 2003. 

## Stemprocedure
Elk jurylid koos de beste vijf spelers van Europa uit een shortlist van vijftig spelers. De speler op de eerste plaats kreeg vijf punten, de tweede keus vier punten en zo verder. Op die wijze werden 780 punten verdeeld, 260 punten was het maximale aantal punten dat een speler kon behalen (in geval van een 52-koppige jury).

## Uitslag
| Plaats | Speler               | Club              | Stemmen | Stemmen | Stemmen | Stemmen | Stemmen | Stemmen | Punten |
| Plaats | Speler               | Club              | 1º      | 2º      | 3º      | 4º      | 5º      | Totaal  | Punten |
| ------ | -------------------- | ----------------- | ------- | ------- | ------- | ------- | ------- | ------- | ------ |
| 1      | Pavel Nedvěd         | Juventus          | 27      | 9       | 2       | 6       | 1       | 45      | 190    |
| 2      | Thierry Henry        | Arsenal           | 8       | 9       | 14      | 4       | 2       | 37      | 128    |
| 3      | Paolo Maldini        | AC Milan          | 7       | 13      | 7       | 4       | 7       | 38      | 123    |
| 4      | Andrij Sjevtsjenko   | AC Milan          | 3       | 8       | 3       | 4       | 3       | 21      | 67     |
| 5      | Zinédine Zidane      | Real Madrid       | 4       | 1       | 5       | 9       | 7       | 26      | 64     |
| 6      | Ruud van Nistelrooij | Manchester United | 1       | 4       | 5       | 11      | 3       | 24      | 61     |
| 7      | Raúl                 | Real Madrid       | 1       | 2       | 4       | 1       | 5       | 13      | 32     |
| 8      | Roberto Carlos       | Real Madrid       | 1       | 3       | 3       |         | 1       | 8       | 27     |
| 9      | Gianluigi Buffon     | Juventus          |         | 1       | 2       | 3       | 3       | 9       | 19     |
| 10     | David Beckham        | Manchester United |         | 2       | 1       | 2       | 2       | 7       | 17     |
| 11     | Ronaldo              | Real Madrid       |         |         | 1       | 2       | 4       | 7       | 11     |
| 12     | Henrik Larsson       | Celtic            |         |         | 2       |         |         | 2       | 6      |
| 13     | Alessandro Del Piero | Juventus          |         |         | 1       |         | 1       | 2       | 4      |
|        | Dida                 | AC Milan          |         |         | 1       |         | 1       | 2       | 4      |
|        | Roy Makaay           | Bayern München    |         |         | 1       |         | 1       | 2       | 4      |
|        | Alessandro Nesta     | AC Milan          |         |         |         | 2       |         | 2       | 4      |
|        | Deco                 | FC Porto          |         |         |         |         | 4       | 4       | 4      |
| 18     | Nihat Kahveci        | Real Sociedad     |         |         |         | 1       | 1       | 2       | 4      |
|        | Francesco Totti      | AS Roma           |         |         |         | 1       |         | 1       | 2      |
| 20     | Michael Ballack      | Bayern München    |         |         |         | 1       |         | 1       | 2      |
|        | Zlatan Ibrahimović   | Ajax              |         |         |         | 1       |         | 1       | 2      |
| 22     | Filippo Inzaghi      | AC Milan          |         |         |         |         | 1       | 1       | 1      |
|        | Jan Koller           | Borussia Dortmund |         |         |         |         | 1       | 1       | 1      |
|        | Adrian Mutu          | Chelsea           |         |         |         |         | 1       | 1       | 1      |
|        | Ronaldinho           | FC Barcelona      |         |         |         |         | 1       | 1       | 1      |
|        | Francesco Toldo      | Internazionale    |         |         |         |         | 1       | 1       | 1      |

## Referentie
- Eindklassement op RSSSF

France Football:
1956 · 
1957 · 
1958 · 
1959 · 
1960 · 
1961 · 
1962 · 
1963 · 
1964 · 
1965 · 
1966 · 
1967 · 
1968 · 
1969 · 
1970 · 
1971 · 
1972 · 
1973 · 
1974 · 
1975 · 
1976 · 
1977 · 
1978 · 
1979 · 
1980 · 
1981 · 
1982 · 
1983 · 
1984 · 
1985 · 
1986 · 
1987 · 
1988 · 
1989 · 
1990 · 
1991 · 
1992 · 
1993 · 
1994 · 
1995 · 
1996 · 
1997 · 
1998 · 
1999 · 
2000 · 
2001 · 
2002 · 
2003 · 
2004 · 
2005 · 
2006 · 
2007 · 
2008 · 
2009 · 
2016 · 
2017 · 
2018 · 
2019 · 
2021 · 
2022 · 
2023 · 
2024